# Jolo (wyspa)
Jolo – górzysta wyspa wulkaniczna w południowo-zachodniej części Filipin. Znajduje się w Archipelagu Sulu, między Borneo a Mindanao.
Ludność wyspy zajmuje się rybołówstwem oraz uprawą palmy kokosowej.